# Stefano DiMera
Stefano DiMera är en karaktär i TV-serien Våra bästa år som har varit med i över 20 år. Han spelas av Joseph Mascolo förutom en enstaka gång år 1991 som inte visats på svensk tv. 